# Dainius
Dainius ist ein litauischer männlicher Vorname, abgeleitet vom weiblichen Vornamen Daina (dt. ‚Lied‘).

## Namensträger
- Dainius Adomaitis (* 1974), litauischer Basketballspieler und -trainer
- Dainius Budrys (*  1976), litauischer Politiker
- Dainius Gaižauskas (*  1975), litauischer Politiker und Polizeikommissar
- Dainius Junevičius (* 1958), litauischer Diplomat
- Dainius Kairelis (* 1979), litauischer Radrennfahrer
- Dainius Kepenis (* 1952), litauischer Politiker
- Dainius Kreivys (* 1970), litauischer Unternehmer und Politiker
- Dainius Mikalauskas (* 1980), litauischer Badmintonspieler
- Dainius Minelga (* 1965), litauischer Schachspieler
- Dainius Petras Paukštė (1953–2020), litauischer Politiker
- Dainius Pavalkis (* 1960), litauischer Proktologe, Hochschullehrer und Politiker
- Dainius Pulauskas (* 1960), litauischer Jazzmusiker
- Dainius Pūras (* 1958), litauischer Psychiater, Hochschullehrer und Politiker
- Dainius Steponavičius (* 1971), litauischer Agrarwissenschaftler und Hochschullehrer
- Dainius Šadauskis (* 1964), litauischer Politiker
- Dainius Trinkūnas (1931–1996), litauischer Pianist und Politiker
- Dainius Varnas (* 1971), Politiker, Mitglied des Seimas
- Dainius Zubrus (* 1978), litauischer Eishockeyspieler
- Dainius Žalimas (* 1973), litauischer Rechtswissenschaftler, Hochschullehrer, Richter und Verwaltungsjurist

Zwischenname
- Steponas Dainius Umbrasas, litauischer Jurist und Politiker
- Ginutis Dainius Voveris (* 1944),  litauischer Diplomat